# Balonmano Zuazo
El Club Balonmano Zuazo Femenino es un equipo femenino español de balonmano de la ciudad de Baracaldo, fundado en 1990 en el barrio de Zuazo.

## Historia
El club tiene como origen los años 80, cuando el Balonmano Barakaldo Femenino (como sección del Balonmano Barakaldo masculino) jugó varias temporadas en la División de Honor (1.ª división) pero desacuerdos con el ayuntamiento trasladaron el equipo a Bilbao fundando el CB Bilbao. Al año siguiente, en 1990, se fundó el actual Balonmano Zuazo con sede en el colegio de Zuazo y con el objetivo de mantener la tradición de este deporte debido al gran número de colegios que tienen equipos de balonmano femenino en dicha localidad.
Este club en el 2000 ascendió a categoría nacional, en 2009 consiguió su primer ascenso a la División de Honor y desde 2012 está consolidado en dicha máxima división española si bien ese último ascenso se produjo tras la compra de los derechos de un club desaparecido perjudicando a otro club vizcaíno que pretendía quedarse con la plaza por «méritos deportivos». Aunque posteriormente ese club, el Kukullaga, consiguió mantener la plaza debido a otra renuncia.
Desde 2013 hasta 2023, año de su descenso a división de honor oro, fue un habitual de la Copa de la Reina (competición que premia a las 8 primeras de la primera vuelta).
El club consta de un equipo federado semiprofesional senior de División de Honor Oro (2.ª división), dos equipos federados cadete y juvenil de Liga Vasca y una estructura de deporte escolar compuesta por diversos equipos benjamines, alevines e infantiles -la mayoría femeninos-.
A pesar de estar tantos años en la élite del balonmano español el club es semi-profesional y debido a ello y al fomento al deporte base recibe ayudas de la Fundación Bizkaia Bizkaialde.

### Descenso y cambio de directiva
Tras una temporada 2023-23 muy complicada con las jugadoras, el cobro de los salarios y algún amago de huelga, el año terminó con su descenso a la División de Honor Oro. El club sufrió una profunda reestructuración que le permitiría continuar en competición manteniendo a once jugadoras que estaban con ellas en División de Honor.
En octubre de 2023 se anunció la nueva directiva que encabezará Patricia Ahedo Santiesteban como presidenta (exjugadora durante 24 temporadas, entrenadora del club y profesora)Junto a ella, como directora general, estará Garazi Elorriaga (ex jugadora del Kukullaga Etxebarri), Begoña Llorente Pastor como vicepresidenta y Juan Carlos Solar como director deportivo.

### Rivalidades
Tiene un histórico enfrentamiento con el otro club vizcaíno que estuvo en División de Honor, el Kukullaga Etxebarri, tras la compra por parte del Zuazo de la plaza de División de Honor de un club desaparecido en 2012, que provocó que un principio el Kukullaga no se pudiese mantener en dicha máxima división nacional aunque posteriormente ese otro club si pudo mantener la plaza debido a otra renuncia. Además, como es común que jugadoras pasen del Kukullaga al Zuazo y viceversa entre ellos se suelen reclamar derechos de formación aunque en algunos casos, supuestamente, no le correspondan.
El otro club de balonmano de la localidad, el Balonmano Barakaldo masculino, ha llegado a estar en la Liga ASOBAL o sus precedentes denominaciones (1.ª división) aunque nunca han llegado a coincidir ambos clubes en la máxima categoría estatal.

## Palmarés por temporada
Desde el año 2000, cuando ingresaron en categorías nacionales.
| Temporada | Cat. | División                | Pos.            |
| --------- | ---- | ----------------------- | --------------- |
| 2000–01   | 2    | Primera Nacional        | 11.ª            |
| 2000–01   | 2    | Primera Nacional        | 8.ª             |
| 2002–03   | 2    | Primera Nacional        | 7.ª             |
| 2003–04   | 2    | Primera Nacional        | 7.º             |
| 2004–05   | 2    | Primera Nacional        | 4.ª             |
| 2005–06   | 2    | Primera Nacional        | 3.ª             |
| 2006–07   | 2    | Primera Nacional        | 4.ª             |
| 2007–08   | 2    | Primera Nacional        | 1.º (Ascenso)   |
| 2008-09   | 1    | División de Honor       | 13.ª (Descenso) |
| 2009–10   | 2    | Primera Nacional        | 1.ª             |
| 2010–11   | 2    | División de Honor Plata | 5.ª             |
| 2011–12   | 2    | División de Honor Plata | 2.ª (Ascenso)   |
| 2012–13   | 1    | División de Honor       | 8.ª             |
| 2013–14   | 1    | División de Honor       | 8.ª             |
| 2014–15   | 1    | División de Honor       | 8.ª             |
| 2015–16   | 1    | División de Honor       | 6.ª             |
| 2016–17   | 1    | División de Honor       | 5.ª             |
| 2017–18   | 1    | División de Honor       | 7.ª             |
| 2018–19   | 1    | División de Honor       | 9.ª             |
| 2019-20   | 1    | División de Honor       | 10.ª            |
| 2020-21   | 1    | División de Honor       | 10.ª            |
| 2021-22   | 1    | División de Honor       | 9.ª             |
| 2022-23   | 1    | División de Honor       | 11.ª (Descenso) |
| 2023-24   | 2    | División de Honor Oro   | 3.º (Ascenso)   |
| 2024-25   | 1    | División de Honor       |                 |

- 12 temporadas en División de Honor

- Copa de la Reina:
  - Subcampeón: 2015-16.

- Supercopa de España:
  - Subcampeón: 2016-17.

## Equipo

### Plantilla
Equipo para la temporada 2024-2025.
|  | Porteras - 12. Eider Polo Egurza - 1. Lais Ferreira Grave Primera línea - 6. Delfina Ojea Cristino - 8. Laida Zaballa Bilbao - 15. Izaro Saiz García - 18. Fiorella Corimberto Pérez - 23. Nerea Gil Muñoz - 29. Maialen Orbañanos Manterola - 44. Raquel Moré Martínez | Extremos - 16. Garoa Sarrionandia-ibarra - 21. June Amilibia Aristi - 24. Ane Valero Heras - 25. Ugazi Manterola Leunda Pivotes - 45. Izei Permach Agirre - 31. Naia Puigbó García - 88. Ixone García Rubio |

### Entradas y salidas
Entradas y salidas para la temporada 2024-2025
|  | Salidas - Alba Sánchez, al Sporting La Rioja - Meriem Ezbida, al Elda Prestigio - Sara Molés, al Sporting La Rioja - Paula Molano, al Elda Prestigio - Andrea Zaldúa (retirada) - Ariadna González (retirada) - Cristina Viñuela | Entradas - Delfina Ojea - Raquel Mora (desde Elche) - Fiorella Corimberto (desde el Aula Cultural) - Ugazi Manterola (desde el Aiala Zarautz) - Izaro Saiz (desde el Kukullaga) - Lais Grave (desde el Toulon Metrópole Var Handball) - Eider Polo Egurza (desde el Oiro) |

### Equipo técnico
- Entrenador:  Joseba Rodríguez García
- Ayudante:  Asier Otegi Álvarez
- Ayudante:  Carlos Emilio Fernández Incera
- Delegado:  Jesús María Martínez de Arenaza
- Fisioterapeuta:  Luis Manuel Cestero
- Médico:  José Ignacio Sánchez

## Pabellón
Desde 2004 disputa los partidos de local en el Polideportivo de Lasesarre, con capacidad para 3.200 espectadores; anteriormente lo hacía en el Polideportivo de Gorostiza con capacidad para 700 espectadores. Aunque ocasionalmente debido a la disponibilidad del Polideportivo de Lasesarre, céntrico y por ello se suelen celebrar otros eventos, disputa partidos en el pabellón de Gorostiza.